# Сиднев, Виктор Владимирович
Ви́ктор Влади́мирович Си́днев (род. 2 марта 1955, Ярославль) — российский общественный и политический деятель, мэр Троицка с 2003 по 2011 год. Магистр игры «Что? Где? Когда?».

## Биография
Виктор Владимирович Сиднев родился 2 марта 1955 года в Ярославле, там же в 1972 году окончил школу № 9.
В юности Виктор увлекался баскетболом и был капитаном сборной Ярославской области, однако, по его собственному признанию, для профессиональной баскетбольной карьеры «не вышел ростом».
Поступил на факультет аэрофизики и космических исследований Московского физико-технического института, но позже перевелся на только что созданный факультет проблем физики и энергетики (ФПФЭ).
Окончил МФТИ в 1978 году. Учился исключительно хорошо, при этом успевал заниматься общественной работой.
После окончания института работал в филиале Института атомной энергии им. И. В. Курчатова в г. Троицке (ТРИНИТИ) в должности инженера, младшего научного сотрудника, научного сотрудника, старшего научного сотрудника.
В 1982 году окончил аспирантуру, в 1986-м защитил кандидатскую диссертацию на тему «Динамика бесстолкновительных сверхзвуковых плазменных потоков в β=1 в стационарном магнитном поле».
В период работы в ТРИНИТИ выдвинул ряд новых идей по использованию импульсных плазменных ускорителей. Является автором более 30 научных работ в области гидродинамики плазмы.
Занимается горными лыжами, подводной охотой и теннисом.
С 2011 года — член градостроительного Совета Фонда «Сколково».
Руководитель регионального отделения Комитета гражданских инициатив по Москве и Московской области.

## Что? Где? Когда?
Играет в Клубе «Что? Где? Когда?» с 1979 года. С 2001 года — обладатель «Хрустальной совы» и звания «Лучший капитан Клуба». Большинство игр провёл в качестве капитана команды. С 2005 года — Магистр игры «Что? Где? Когда?».
Стал одним из рекордсменов телевизионного клуба, сыграв против телезрителей 62 раза (при этом команда при его участии и, чаще всего, руководстве одержала 34 победы) и занимает по этому показателю 3-е место (по состоянию на июнь 2022 г.), уступая только первым магистрам игры Александру Друзю и Максиму Поташёву.

## Семья
Женат вторым браком. Воспитывает четырёх дочерей.

## Политика
- Был членом городского Совета депутатов города Троицка.
- В 2003 году на внеочередных выборах был избран мэром Троицка Московской области (предыдущий мэр Вадим Найдёнов стал жертвой убийства[10]). Одним из основных предвыборных обещаний В. Сиднева было остановить коммерческую застройку Академгородка.
- На очередных выборах в 2007 году был переизбран мэром Троицка.
- 25 августа 2011 года Виктор Сиднев досрочно сложил полномочия мэра Троицка в связи с присоединением территории города к Москве[11].
- На осенних выборах 2014 года в Мосгордуму потерпел поражение.
- На выборах в Государственную Думу Федерального Собрания РФ VII созыва (2016 год) баллотировался по 202 Новомосковскому одномандатному избирательному округу, город Москва[12]. Проиграл, набрав в шесть раз меньше голосов, чем победитель.
- Потерпел поражение на выборах в Мосгордуму 2024 года. Баллотировался по 37 избирательному округу, куда входят районы Бекасово, Вороново, Краснопахорский, Троицк, часть района Филимонковский, часть района Внуково.